# Appels
Appels település a belgiumi Flandria régióban, Kelet-Flandria tartományban található. 1971-ben összevonták a szomszédos Dendermonde városával. A település a Schelde és a Dender folyók közötti síkságon fekszik, tipikus lakó- és mezőgazdasági övezet.

## Története
Bár az Appels nevet már a 13. század óta használták, a név jelentése ma sem tisztázott. Egyes vélemények szerint egy régi folyó vagy patak nevéből ered, amely a település területén folyt keresztül.  Egy másik elmélet szerint Szent Apollónia, a fogorvosok védőszentjének nevéből, annak eltorzításából ered.
Appels kis megszakításokkal a francia forradalmi háborúk idejéig, 1795-ig a dendermondei Zwijveke apátságának tulajdonában volt. Miután a francia forradalmi seregek elfoglalták a mai Belgiumot és Hollandiát, az apátság birtokait elkobozták és elárverezték, a szerzeteseket pedig kivégezték.
A település lakosait hollandul „Appelsenaar”-nak hívják.

## Látnivalók, érdekességek
- Appels egyik nevezetessége a Szent Apollónia-templom (1786-1788), amelynek bútorzata, festményei és szobrai is a 18. századból származnak.
- Appels és a Schelde folyó másik partján található Berlare település között egy kerékpár és gyalogos komp működik.